# Herb Ożarowa Mazowieckiego
Herb Ożarowa Mazowieckiego – jeden z symboli miasta Ożarów Mazowiecki i gminy Ożarów Mazowiecki w postaci herbu. Autorką herbu jest plastyczka i artystka malarka Janina Jabłońska.

## Wygląd i symbolika
Herb przedstawia czteropolową tarczę. Prawa strona nawiązuje do historii – płomienie symbolizują nazwę miasta (wieś i folwark Pożarowy) – kolor czerwony; lewa strona to zagłębie rolnicze. Koniczyna czterolistna wróży szczęście i pokazuje dobrze prosperujące rolnictwo na urodzajnych ziemiach – kolor zielony. 